# اندری دیکان
اندری دیکان (اوکراینی: Андрій Олександрович Дикань؛ زادهٔ ۱۶ ژوئیهٔ ۱۹۷۷) بازیکن فوتبال اهل اوکراین است.
از باشگاه‌هایی که در آن بازی کرده‌است می‌توان به باشگاه فوتبال اسپارتاک مسکو، باشگاه فوتبال تاوریا سیمفروپول، باشگاه فوتبال زسکا خاباروفسک، باشگاه فوتبال احمد گروزنی، باشگاه فوتبال کوبان کراسنودار، و باشگاه فوتبال کراسنودار اشاره کرد.
وی همچنین در تیم ملی فوتبال اوکراین بازی کرده‌است.